# Wentbridge
Wentbridge är en by och en civil parish i distriktet Wakefield, i grevskapet West Yorkshire, i England. Byn är belägen 6 km från Pontefract. Civil parishen inrättades den 1 april 2023 från Darrington, North Elmsall och Thorpe Audlin.